# Hincksina pacifica
Hincksina pacifica är en mossdjursart som beskrevs av Osburn 1950. Hincksina pacifica ingår i släktet Hincksina och familjen Flustridae. Inga underarter finns listade i Catalogue of Life.